# Закон о государственном языке (Латвия)
Закон о государственном языке (латыш. Valsts valodas likums) устанавливает основные правила использования языков в Латвии и определяет латышский язык в качестве единственного государственного языка Латвийской Республики. Ныне действующий закон был принят Сеймом 9 декабря 1999 года, подписан президентом В. Вике-Фрейбергой 21 декабря того же года и вступил в силу с 1 сентября 2000 года.

## История
Исколат в 1918 году, а правительство ССРЛ в 1919 году установило латышский язык делопроизводства.
Первым нормативно-правовым актом в Латвии, посвящённым статусу государственного языка (латышского), были принятые в 1932 году правила Кабинета министров о государственном языке, значительно изменённые в 1934 году. В 1935 году был принят первый Закон о государственном языке.. В 1988 году Верховный Совет Латвийской ССР решил придать латышскому языку статус государственного.
В мае 1989 года Конституция Латвийской ССР была дополнена статьёй о латышском языке как государственном, а также был принят Закон о языках, существенно изменённый весной 1992 года. В июле 1992 года в Кодекс об административных правонарушениях был включён новый раздел из 13 статей — «Административные нарушения в области использования государственного языка», налагать наказания за которые было поручено Инспекции государственного языка.
На смену Закону о языках пришёл ныне действующий Закон о государственном языке. Летом 1999 года Сейм Латвии принял другой вариант закона (в связи с его принятием Госдума России приняла особое заявление), но он после ряда акций протеста был возвращён президентом на повторное рассмотрение (Верховный комиссар ОБСЕ по делам национальных меньшинств приветствовал это решение президента), и Сейм в декабре принял ныне действующий закон, вступивший в силу в 2000 году. С тех пор, по состоянию на сентябрь 2017 года, к закону ни разу не принимались поправки.
По состоянию на сентябрь 2019 года, поправки к закону подавались трижды: два раза фракцией ЗаПЧЕЛ в Девятом Сейме (законопроекты № 191/Lp9 и 436/Lp9) и один раз фракцией ЦС в Одиннадцатом Сейме (законопроект № 144/Lp11). Все эти поправки были отклонены Сеймом на первой же стадии.

## Структура закона
- Статья 1. Цели закона
- Статья 2. Сфера действия закона.
- Статья 3. Статус латышского языка как государственного, право обращений на государственном языке, признание письменного латгальского языка как исторического варианта латышского.
- Статья 4. Обязанность государства защищать ливский язык.
- Статья 5. Статус остальных языков как иностранных.
- Статья 6. Обязанности физических лиц, работающих в разных сферах, владеть государственным языком и использовать его. Делегирование правительству определения соответствующих уровней владения языком и порядка его проверки.
- Статья 7. Языки заседаний и рабочих совещаний.
- Статья 8. Использование языков в документах и делопроизводстве.
- Статья 9. Договоры, заключаемые на государственном языке.
- Статья 10. Язык принимаемых к рассмотрению документов. Делегирование правительству определения порядка заверения переводов.
- Статья 11. Использование языков на публичных мероприятиях. Делегирование правительству определения, в каких случаях на частных мероприятиях обязателен перевод на латышский и в каких случаях на общественных допустимо освобождение от обязанности перевода.
- Статья 12. Использование языков в вооружённых силах.
- Статья 13. Использование языков в судопроизводстве. Ссылка на процессуальные законы.
- Статья 14. Право получить образование на государственном языке. Ссылка на законы об образовании.
- Статья 15. Использование языков в работах, представляемых для получения учёных степеней, и при их защите.
- Статья 16. Языки вещания (ссылка на Закон о радио и телевидении[15]).
- Статья 17. Использование языков в кинопрокате.
- Статья 18. Использование языков при образовании топонимов, названий организаций и мероприятий. Делегирование правительству уточнения порядка образования названий.
- Статья 19. Личные имена (правительству делегировано определить порядок отображения иноязычных личных имён).
- Статья 20. Использование языков в печатях и бланках (правительству делегировано определить, в каких случаях допустимо использование других языков наряду с государственным).
- Статья 21. Использование языков в информации, предоставляемой государственными и муниципальными учреждениями и предприятиями или о предметах законного общественного интереса, информации о товарах (правительству делегировано определить, в каких случаях допустимо использование других языков наряду с государственным).
- Статья 22. Терминология (издание положения о Терминологической комиссии Академии наук делегировано правительству).
- Статья 23. Нормы литературного латышского языка (утверждение их и положения о комиссии экспертов по латышскому языку делегировано правительству).
- Статья 24. Обязанности государства и самоуправлений по изучению и развитию латышского языка, разработке языковой политики.
- Статья 25. Ответственность за нарушение закона (со ссылкой на неуточнённый закон, на практике — Кодекс об административных нарушениях до июля 2020 года, затем Закон об административных наказаниях в областях управления, общественного порядка и употребления государственного языка).
- Статья 26. Центр государственного языка как учреждение, надзирающее за выполнением закона (издание положения о нём делегировано правительству).

## Подзаконные акты и связанные законы
Согласно закону издан ряд правил Кабинета министров, в том числе определяющие списки профессий в частном и общественном секторе и уровень владения латышским языком, необходимый для работы по ним. В 2008 году список профессий был резко расширен, а в 2009 и 2011 году штрафы за несоблюдение языковых требований увеличены.
Кодекс об административных правонарушениях в разделе 14"с" предусматривает двенадцать составов нарушений в области использования государственного языка. Чаще всего Центром государственного языка применяется статья о недостаточном для выполнения профессиональных обязанностей владении государственным языком.
Закон об образовании в статье 9 и пункте 9 Переходных правил предусматривает, что в государственных вузах обучение идёт на государственном языке (с некоторыми исключениями), а в общественных средних школах (10-й—12-й классы) и профессиональных школах по меньшей мере 60 % преподавания должно проходить на государственном языке. См. также Перевод школ нацменьшинств на латышский язык (Латвия).
Принятый в 2010 году закон об электронных СМИ в статье 66 предусматривает, что первые каналы государственного радио и телевидения вещают лишь на государственном языке, а вторые — в основном на нём же. Статьи 28 и 32 того же закона предусматривают особые ограничения для вещания не на государственном языке также и для частных каналов. Ранее ограничения по языку предусматривались в Законе о радио и телевидении, но в 2003 году Конституционный суд признал их противоправными.
Статья 13 Гражданского процессуального закона и статья 110 Административного процессуального закона устанавливают, что судопроизводство ведётся на государственном языке; суд может допустить отдельные процессуальные действия (не любые) на другом языке, если ни один участник процесса не возражает. Представляемые суду документы на иностранных языках должны сопровождаться заверенным переводом на государственный язык. Участникам процесса, за исключением представителей юридических лиц, суд обеспечивает помощь переводчика. Статья 11 Уголовно-процессуального закона предусматривает ведение процесса на государственном языке, право участвующих в нём частных лиц на помощь переводчика, возможность подачи жалоб не на государственном языке и возможность проведения отдельных процессуальных действий на других языках, прилагая перевод процессуальных документов на латышский язык.
Статья 4 закона о статусе муниципального депутата и статья 18 регламента Сейма предусматривают возможность лишить депутата мандата из-за недостаточного владения латышским языком. До 2002 года требования к уровню владения языком предъявлялись уже к кандидатам в Сейм и местные самоуправления, но после решений по делам Игнатане против Латвии и Подколзина против Латвии, в которых снятие с выборов после особой проверки кандидатов, имевших удостоверения о достаточном владении латышским языком, было признано противоправным, данные требования были изъяты из законов о парламентских и местных выборах.

## Международные оценки и рекомендации
Верховный комиссар по делам национальных меньшинств ОБСЕ расценил закон в 1999 году как «по существу (essentially) соответствующий международным обязательствам Латвии». В 2000 году комиссар высказал оценку, что принятые правительством подзаконные акты «в сущности соответствуют закону, а также международным обязательствам Латвии» и что «отдельные вопросы надо будет пересмотреть, когда Латвия будет ратифицировать Европейскую Рамочную конвенцию по защите национальных меньшинств» (ратификация состоялась в 2005 году). ПАСЕ в 2001 году призвала к внесению в закон изменений в соответствии с положениями и в духе Рамочной конвенции.
Также международные организации по разным случаям рекомендовали Латвии:
- пересмотреть языковую политику, стремясь лучше отразить мультикультурный характер общества;[33]
- упростить использование языков меньшинств в переписке представителей национальных меньшинств с властями;[34][35]
- быть гибкой во введении билингвального образования;[36]
- давать приоритет конструктивным и непринудительным мерам, способствуя освоению латышского языка русскоязычным населением.[37]
- ратифицировать Европейскую хартию региональных языков или языков меньшинств.[38]

Европейская комиссия по борьбе с расизмом и нетерпимостью выразила сожаление по поводу того, что статья 5 Закона о государственном языке называет все языки, кроме латышского и ливского, «иностранными».
Комитет по ликвидации расовой дискриминации выразил озабоченность тем, что статья 6 Закона о государственном языке, о требованиях по владению латышским языком как в частном, так и в публичном секторе, может привести к прямой или косвенной дискриминации против меньшинств в сфере занятости.